# Acrassus
Acrassus (łac. Diocesis Acrassiotanus) – stolica historycznej diecezji w Cesarstwie rzymskim (prowincja Lidia). Wzmiankowana pierwszy raz w V wieku (biskup Mikołaj, obecny na soborze chalcedońskim w 451), zlikwidowana w wieku XII. Współcześnie leży w Turcji i jest katolickim biskupstwem tytularnym.

## Biskupi tytularni
| Lp. | Biskup                   | Funkcja | Od               | Do                |
| --- | ------------------------ | --- | ---------------- | ----------------- |
| 1   | Leopoldo Arayata Arcaira | biskup pomocniczy Zamboanga, następnie biskup pomocniczy Malolos (Filipiny)                                                                  | 6 listopada 1961 | 19 listopada 1994 |
| 2   | Đura Džudžar             | biskup pomocniczy bizantyjsko-rusińskiej eparchii mukaczewskiej (Ukraina), następnie egzarcha Serbii i Czarnogóry, następnie egzarcha Serbii | 3 marca 2001     | 6 grudnia 2018    |